# ストラトフォード (オンタリオ州)

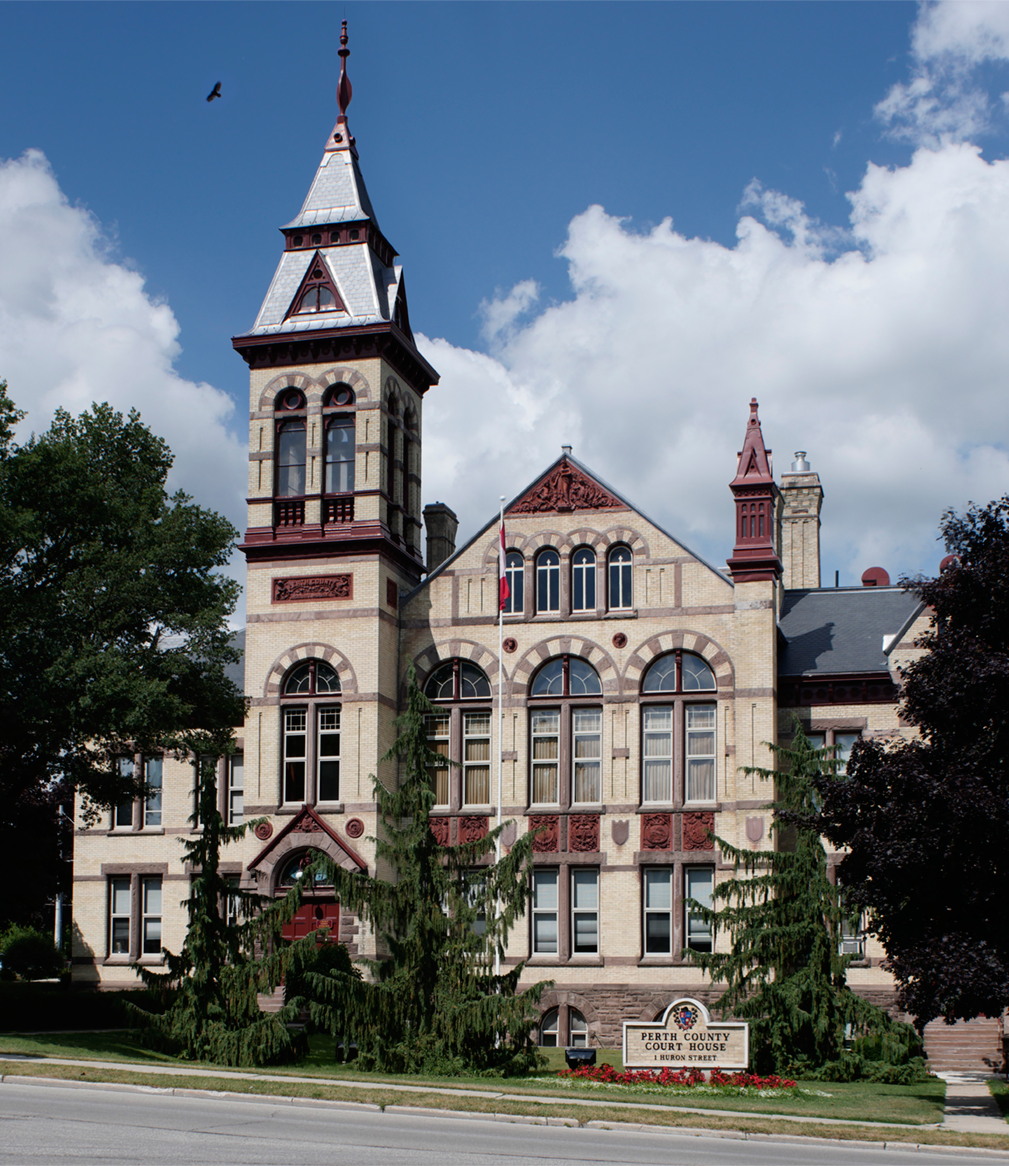
ストラトフォードの中心に位置するパース郡庁

ストラトフォード（英語: Stratford）はカナダオンタリオ州南西のパース郡のエイヴォン川にある2011年現在人口30,886人の市である。
1832年にヨーロッパ人が初めてこの地域に入植してきたとき、都市敷地と川はストラトフォード＝アポン＝エイヴォンにちなんで名付けられた。ストラトフォードはパース郡の首都であり、組み入れられ、1859年には町へ、1886年には市となった。最初の町長はジョン・コリー・ウィルソン・ダリーであり、現在の市長はダン・マシソンである。ハクチョウは市のシンボルとなっており、毎年24羽の白鳥がエイヴォン川に放たれている。町はストラトフォード・フェスティバルの発祥地としてよく知られている。

## 歴史
- 1828年 - 入植がはじまる。
- 1832年 - カナダ社の代理人トマス・マーサーが村を「ストラトフォード」と名付け、村を流れるテムズ川の一部を「エイヴォン川」と改名した。また、最初の製材工場と製粉所が開かれた。
- 1849年 - パース郡ニュースがストラトフォードの最初の週刊新聞となる。
- 1853年 - パース郡が作られ、ストラトフォードが郡の中心となる。
- 1854年 - ストラトフォードが村制を敷く。
- 1856年 - ストラトフォードがグランド・トランクとバッファロー・ヒューロン湖鉄道が到着する鉄道の町になる[4]。
- 1859年 - ストラトフォードが町制を敷く。
- 1864 年- 17歳のアメリカの電信技士トーマス・エジソンが少しの間グレーンジ通り19に住む。
- 1885年 - ストラトフォードが市制を敷き、人口が9000人になる。
- 1918年 - カナディアン・ナショナル鉄道の従業員からハクチョウが贈られ、ストラトフォードに生息するようになる。
- 1933年 - 軍隊がゼネラル・ストライキを終わらせるために呼ばれ、組織的に共産主義者のリーダーを取り除こうとしたが失敗した。カナダで軍隊がストライキを鎮圧するために使われた最後の例である。
- 1936年 - シェイクスピア庭園が造られる。
- 1953年 - ストラトフォード・フェスティバル劇場がストラトフォードの報道記者トム・パターソンによって開かれる。
- 1957年 - ストラトフォード・フェスティバルが最初の常設建造物に移転する。
- 1964年 - カナディアン・ナショナル鉄道の店が閉店する。
- 1976年 - ストラトフォード市庁舎がカナダ国定史跡に指定される[5][6]。
- 1992年 - ストラトフォード武器庫がカナダ政府の遺産建造物の登録簿に連合の遺産建造物1986として認められた[7]。
- 1997年 - ネイションズ・イン・ブルームで国々はストラトフォードを「世界で最も上品な国」として正式に認めた。
- 2003年 - カナダのストラトフォード・フェスティバルが50周年を祝い、18公演に672924人の利用者を迎えた。この数は50連続公演の間の史上最多の観客数であった。エイヴォン劇場は完全な修復を実現し、250人を収容できる4つ目の劇場としてスタジオ劇場が加わった。
- 2009年 - カナダ3.0によってストラトフォードに1500人がやってくる。

## ストラトフォード・フェスティバル

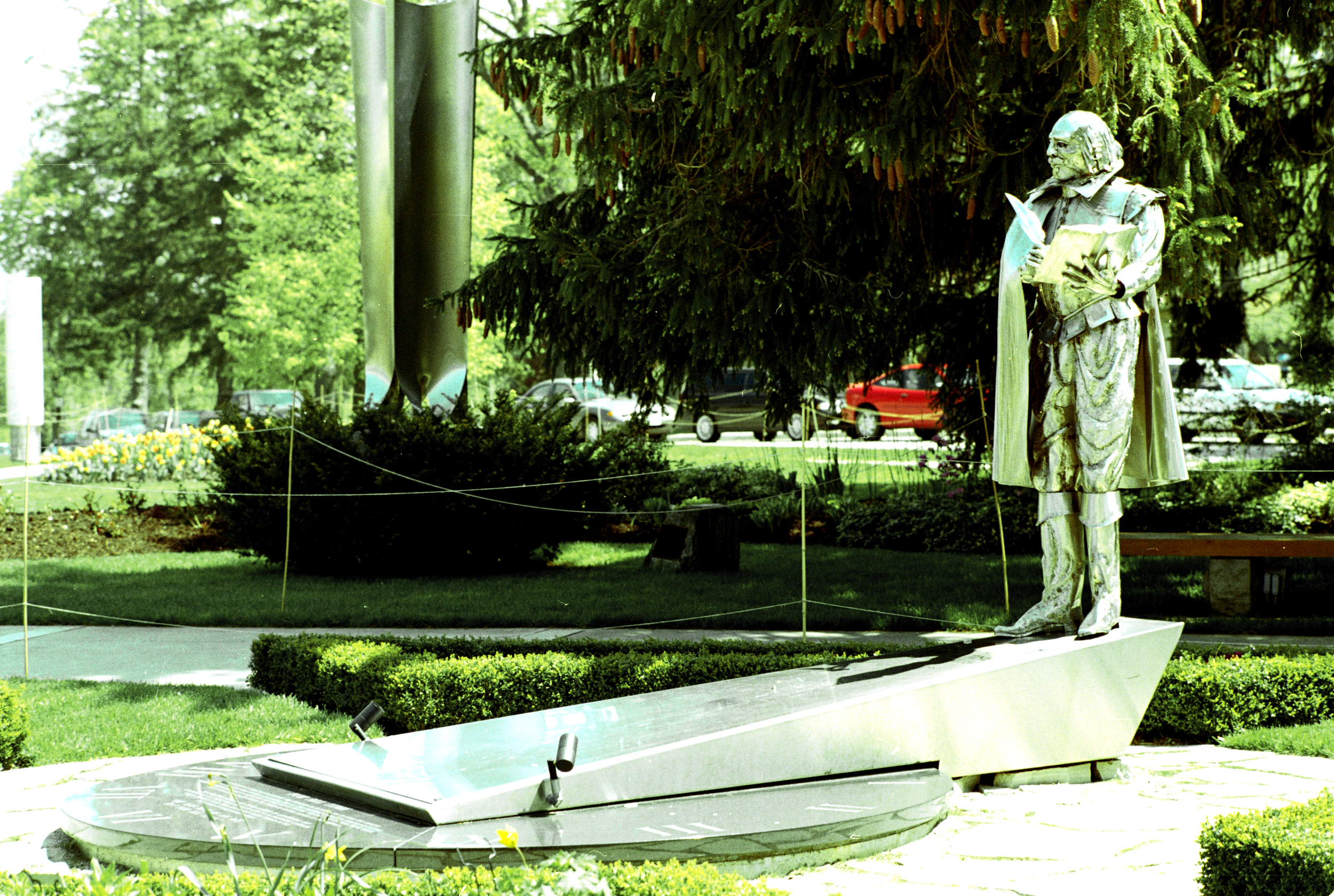
ウィリアム・シェイクスピアの像

ストラトフォード・フェスティバルは1953年7月13日にはじまった。俳優のアレック・ギネスがフェスティバルで上演された最初の芝居の最初のセリフを言った。
現在年に1回行われるフェスティバルはそれぞれの年の開催地へと何千もの観客や観光客を招いている。アレック・ギネス、クリストファー・プラマー、マギー・スミス、ウィリアム・ハット、そしてウィリアム・シャトナーを含む評価の高い役者がフェスティバルで演じている。カナダ人の劇作家であり、脚本家のティモシー・フィンドリーは第一期で上演し、現在もフェスティバルと関係があり、1997年遂にストラトフォードへ引っ越した。
世界で名高いフェスティバルは市中の4つの劇場、フェスティバル劇場、エイヴォン劇場、トム・パタースン劇場、スタジオ劇場で開催される。

## 交通機関
歴史的に市は鉄道の接続駅であった。現在、カナディアン・ナショナル鉄道とゴードリッチ・エクセター鉄道が貨物を運送し、VIA鉄道が乗客を乗せている。ストラトフォードのVIA鉄道の鉄道便はストラトフォード鉄道駅から出ており、ケベック・シティー-ウィンザーコリドー鉄道区間の部分のトロント-サーニア間に位置している。ストラトフォードでVIA鉄道は毎日4本運行している（2本がトロントユニオン駅へと東に向かい、1本はサーニア経由ロンドンへと西に向かい、もう一本はロンドンで終着する）。400系統の道路ではないが、7（オンタリオ通り）、8（ヒューロン通り）、昔の19（現在のパース道路119、モーニントン通り）が接続しており、キッチナーから高速道路によって繋がっている。グレイハウンド・カナダはロンドンとキッチナーとの間を毎日運行していたが、2011年7月にこのルートは欠便になった。チェリーバスラインのオーナーのロビン・フッド・ツアーズはストラトフォードからキンカーディンやウィンガムまでのチャーターバスのサービスを提供している。市の中では、ストラトフォード交通局が地方路線バスのサービスをしており、週6日間30分おきに運行している。ストラトフォード市営空港はちょうど市の北に位置している。

## 音楽
ストラトフォードサマーフェスティバルは７シリーズにわたって催されている。ストラトフォードの中心部のカナダ人の若者のパフォーマーだけでなく、国際的な音楽やクラシック音楽、そしてワールドミュージックのアーティストによる屋内や屋外の公演が上演されている。

## 気候
ストラトフォードは湿潤大陸性気候（ケッペンの気候区分、Dfb)である。ストラトフォードにおいて現在までに記録された最も高い気温は、1936年6月の38.9℃であり、最も低い気温は1882年1月の－35.0℃である 。
| ストラットフォード(1981−2010)の気候 | ストラットフォード(1981−2010)の気候 | ストラットフォード(1981−2010)の気候 | ストラットフォード(1981−2010)の気候 | ストラットフォード(1981−2010)の気候 | ストラットフォード(1981−2010)の気候 | ストラットフォード(1981−2010)の気候 | ストラットフォード(1981−2010)の気候 | ストラットフォード(1981−2010)の気候 | ストラットフォード(1981−2010)の気候 | ストラットフォード(1981−2010)の気候 | ストラットフォード(1981−2010)の気候 | ストラットフォード(1981−2010)の気候 | ストラットフォード(1981−2010)の気候 |
| 月                                  | 1月                                 | 2月                                 | 3月                                 | 4月                                 | 5月                                 | 6月                                 | 7月                                 | 8月                                 | 9月                                 | 10月                                | 11月                                | 12月                                | 年                                  |
| ----------------------------------- | ----------------------------------- | ----------------------------------- | ----------------------------------- | ----------------------------------- | ----------------------------------- | ----------------------------------- | ----------------------------------- | ----------------------------------- | ----------------------------------- | ----------------------------------- | ----------------------------------- | ----------------------------------- | ----------------------------------- |
| 最高気温記録 °C （°F）              | 15.6 (60.1)                         | 15.5 (59.9)                         | 26.5 (79.7)                         | 29.4 (84.9)                         | 33.0 (91.4)                         | 36.0 (96.8)                         | 38.9 (102)                          | 38.3 (100.9)                        | 37.2 (99)                           | 29.5 (85.1)                         | 23.9 (75)                           | 18.0 (64.4)                         | 38.9 (102)                          |
| 平均最高気温 °C （°F）              | −2.6 (27.3)                         | −1.2 (29.8)                         | 3.5 (38.3)                          | 11.3 (52.3)                         | 18.3 (64.9)                         | 23.6 (74.5)                         | 25.8 (78.4)                         | 24.7 (76.5)                         | 20.6 (69.1)                         | 13.3 (55.9)                         | 6.2 (43.2)                          | 0.1 (32.2)                          | 12.0 (53.6)                         |
| 日平均気温 °C （°F）                | −6.0 (21.2)                         | −5.0 (23)                           | −0.7 (30.7)                         | 6.4 (43.5)                          | 12.7 (54.9)                         | 17.9 (64.2)                         | 20.2 (68.4)                         | 19.2 (66.6)                         | 15.3 (59.5)                         | 9.0 (48.2)                          | 3.1 (37.6)                          | −2.8 (27)                           | 7.4 (45.3)                          |
| 平均最低気温 °C （°F）              | −9.5 (14.9)                         | −8.7 (16.3)                         | −4.9 (23.2)                         | 1.5 (34.7)                          | 7.0 (44.6)                          | 12.1 (53.8)                         | 14.5 (58.1)                         | 13.6 (56.5)                         | 10.0 (50)                           | 4.6 (40.3)                          | −0.1 (31.8)                         | −5.8 (21.6)                         | 2.9 (37.2)                          |
| 最低気温記録 °C （°F）              | −35.0 (−31)                         | −34.4 (−29.9)                       | −30.6 (−23.1)                       | −16.7 (1.9)                         | −7.2 (19)                           | −2.2 (28)                           | 2.8 (37)                            | −0.6 (30.9)                         | −6.7 (19.9)                         | −11.1 (12)                          | −23.9 (−11)                         | −31.1 (−24)                         | −35.0 (−31)                         |
| 降水量 mm （inch）                  | 96.5 (3.799)                        | 70.5 (2.776)                        | 66.0 (2.598)                        | 80.2 (3.157)                        | 91.7 (3.61)                         | 76.5 (3.012)                        | 102.1 (4.02)                        | 83.9 (3.303)                        | 102.3 (4.028)                       | 89.7 (3.531)                        | 104.9 (4.13)                        | 105.2 (4.142)                       | 1,069.6 (42.11)                     |
| 雨量 mm （inch）                    | 28.8 (1.134)                        | 28.9 (1.138)                        | 39.9 (1.571)                        | 74.7 (2.941)                        | 91.4 (3.598)                        | 76.5 (3.012)                        | 102.1 (4.02)                        | 83.9 (3.303)                        | 102.3 (4.028)                       | 88.4 (3.48)                         | 87.0 (3.425)                        | 47.2 (1.858)                        | 851.2 (33.512)                      |
| 降雪量 cm （inch）                  | 67.7 (26.65)                        | 41.6 (16.38)                        | 26.1 (10.28)                        | 5.5 (2.17)                          | 0.3 (0.12)                          | 0.0 (0)                             | 0.0 (0)                             | 0.0 (0)                             | 0.0 (0)                             | 1.3 (0.51)                          | 17.9 (7.05)                         | 58.1 (22.87)                        | 218.5 (86.02)                       |
| 平均降水日数 （≥0.2 mm）            | 18.9                                | 13.6                                | 13.0                                | 13.0                                | 13.0                                | 10.5                                | 11.1                                | 11.2                                | 12.8                                | 14.2                                | 15.9                                | 17.7                                | 165.0                               |
| 平均降雨日数 （≥0.2 mm）            | 4.2                                 | 4.1                                 | 6.6                                 | 11.4                                | 12.9                                | 10.5                                | 11.1                                | 11.2                                | 12.8                                | 14.2                                | 11.8                                | 6.9                                 | 117.7                               |
| 平均降雪日数 （≥0.2 cm）            | 15.6                                | 10.6                                | 7.1                                 | 2.2                                 | 0.12                                | 0.0                                 | 0.0                                 | 0.0                                 | 0.0                                 | 0.50                                | 4.7                                 | 12.1                                | 53.0                                |
| 出典：Environment Canada            |                                     |                                     |                                     |                                     |                                     |                                     |                                     |                                     |                                     |                                     |                                     |                                     |                                     |

## 人口
| グループ | 2011年 国勢調査 | 2011年 国勢調査 | 2006年 国勢調査 | 2006年 国勢調査 | 2001年 国勢調査 | 2001年 国勢調査 | 1996年 国勢調査 | 1996年 国勢調査 |
| グループ | 人口            | %               | 人口            | %               | 人口            | %               | 人口            | %               |
| -------- | --------------- | --------------- | --------------- | --------------- | --------------- | --------------- | --------------- | --------------- |
| 先住民   | 400             | 1.3             | 285             | 0.9             | 195             | 0.7             | 110             | 0.4             |
| 少数民族 | 1,245           | 4.2             | 1,165           | 3.9             | 1,205           | 4.1             | 1,105           | 3.9             |
| 白人     | 28,285          | 94.5            | 28,575          | 95.2            | 27,785          | 95.2            | 27,335          | 95.7            |
| 総計     | 29,930          | 100             | 30,025          | 100             | 29,185          | 100             | 28,550          | 100             |

| グループ         | 2011年 国勢調査 | 2011年 国勢調査 | 2006年 国勢調査 | 2006年 国勢調査 | 2001年 国勢調査 | 2001年 国勢調査 | 1996年 国勢調査 | 1996年 国勢調査 |
| グループ         | 人口            | %               | 人口            | %               | 人口            | %               | 人口            | %               |
| ---------------- | --------------- | --------------- | --------------- | --------------- | --------------- | --------------- | --------------- | --------------- |
| 英語             | 28,085          | 92              | 27,485          | 91.6            | 26,585          | 91.2            | 26,085          | 91.5            |
| フランス語       | 225             | 0.7             | 200             | 0.7             | 210             | 0.7             | 125             | 0.4             |
| 英語とフランス語 | 35              | 0.1             | 20              | 0.1             | 40              | 0.1             | 45              | 0.1             |
| その他           | 2,170           | 7.1             | 2,320           | 7.7             | 2,345           | 8               | 2,290           | 8               |
| 総計             | 30,515          | 100             | 30,025          | 100             | 29,185          | 100             | 28,550          | 100             |

| グループ       | 2011年 国勢調査 | 2011年 国勢調査 | 2006年 国勢調査 | 2006年 国勢調査 | 2001年 国勢調査 | 2001年 国勢調査 | 1996年 国勢調査 | 1996年 国勢調査 |
| グループ       | 人口            | %               | 人口            | %               | 人口            | %               | 人口            | %               |
| -------------- | --------------- | --------------- | --------------- | --------------- | --------------- | --------------- | --------------- | --------------- |
| 同一住所に居住 |                 |                 | 17,110          | 60.3            | 15,205          | 55.3            | 14,530          | 54.6            |
| 同一市内に居住 |                 |                 | 6,885           | 24.3            | 11,420          | 41.6            | 7,780           | 29.2            |
| 同一州内に居住 |                 |                 | 3,700           | 13.0            | 11,420          | 41.6            | 3,680           | 13.8            |
| 他州から流入   |                 |                 | 395             | 1.4             | 850             | 3.1             | 430             | 1.6             |
| 他国から流入   |                 |                 | 290             | 1.0             | 850             | 3.1             | 205             | 0.8             |
| 5歳以上の総計  |                 |                 | 51,420          | 100.0           | 44,595          | 100.0           | 39,000          | 100.0           |

## 経済
ストラトフォードは製造業、観光業、貿易、金融、そしてサービス産業を維持しており、多様な経済を支えている。上位2つの経済分野は観光業と製造業となっている。年に1度のシェイクスピアフェスティバルはストラトフォードの経済に大きく貢献している 。

## 教育
2010年9月にウォータールー大学ストラトフォードキャンパスがオープンした。

## テクノロジー
ストラトフォードは「デジタル技術の中心地」や「スマートシティ」であると世界的に認められている。2011年までの過去三年間ストラトフォードはインテリジェント・コミュニティの上位7位に入っていた。2013年、人口270万人を有する台湾の台中市によって打ち破られた。ストラトフォードは2010年の全市におよぶWi-Fiの導入や、デジタルメディアや情報技術を専攻するウォータールー大学のストラトフォードキャンパスの開校、情報技術フォーラムカナダ3.0やさまざまな情報技術の会社の本拠地となっていることで「スマートシティ」として認められている。

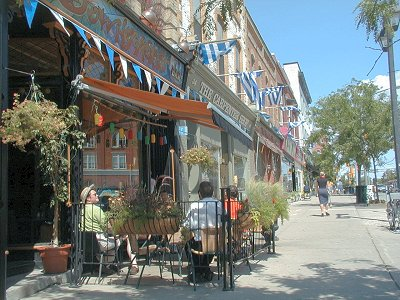
夏のオンタリオ通り

## 姉妹都市
ストラトフォードは世界各地にあるストラトフォードと言う名前の都市と姉妹都市友好関係を結ぶ「ストラトフォード姉妹都市」計画に参加している。
条件はストラトフォードという名称に加えて、シェークスピア劇場があるかシェークスピア演劇祭を開催しているかのどちらかを満たすこととなっている。2年に一度持ち回りで会合が開催される。下記が参加姉妹都市である。
- イギリス  イングランド ストラトフォード・アポン・エイヴォン
- イギリス  イングランド ロンドン・ニューアム・ロンドン特別区ストラトフォード
- ニュージーランド ストラトフォード
- アメリカ合衆国 コネチカット州 ストラトフォード
- カナダ プリンスエドワードアイランド州 ストラトフォード